# 부산가톨릭평화방송
부산가톨릭평화방송(釜山가톨릭平和放送, Busan Catholic Peace Broadcasting Corporation)은 가톨릭평화방송 부산, 울산, 경남 지역권 네트워크이다. 천주교 부산교구에서 직영하는 대한민국의 천주교 계통 FM 라디오 방송국이다.

## 개요

### 로고송(구,부산평화방송)
- PBC~ FM~ (라디오 시보용)
- PBC (삼종기도 종료후 舊)
- 사랑이 있어요 평화가 있어요 우리 모두 하나가 되어요 기쁜소식 밝은세상 PBC 평화방송
- 기쁜 소식을 나누어요 밝은 세상을 만들어요 기쁜 소식 밝은 세상 PBC 평화방송
- 오 샬롬 샬롬 평화가 여러분과 함께 생명사랑 FM PBC 평화방송
- 생명사랑 FM 평화방송 (삼종기도 종료후 現)
- 사~랑과 평화가 여기 PBC 평~화방송
- 기쁜 소식을 여러분께 우리 함께 손잡고 희망을 키워가요 PBC FM 평화방송 평화방송 평화방~송~!
- 생명에 말씀을 전하는 것 사랑을 꽃피는 것 행복을 전하는 기쁨 PBC 평화방송~

### 로고송(부산가톨릭평화방송)
- 기쁜소식 밝은세상 가톨릭평화방송 (무광고 시보에서 많이 사용)
- CPBC CPBC CPBC 가톨릭평화방송 CPBC~ (Song By : 김도향)
- 아름다운 세상 우리 함께 나누어요 지금 여기 가톨릭평화방송~ (삼종기도 전후)
- 그리스도의 사랑을~ 나누어요~ 우리 함께. 전하는 기쁨 커지는 행복 가.톨.릭 평화방송
- 기쁜소식~ 밝은세상~ 가톨릭평화방송
- 가톨릭평화방송 CPBC! (무광고 시보)

## 방송국 연혁
- 1993.06.04 천주교 부산교구장, 라디오방송국 설립에 대한 건의서 청와대 제출
- 1998.05.27 정보통신부, 부산평화방송 가허가 - 주파수 : FM101.1㎒, 호출부호 : HLDW 출력 : 3㎾ - 가청권 : 부산(일원),울산, 김해, 양산(일부)
- 2000.04.03 시험전파 발사
- 2000.05.03 방송국 축복식 및 개국식
- 2001.09.06 부산 PBC 울산 마산 중계소 허가추천 신청(방송위원회)
- 2003.10.07 울산 중계소 허가(정보통신부)(주파수 94.3㎒, 출력 500W)(가청권 : 울산광역시전역)
- 2004.09.19 울산 FM 시험방송개시
- 2004.10.18 울산 중계소 개소식 및 축하공연
- 2013.01.09 녹산중계소 허가(주파수 101.5㎒, 출력 20W)
- 2016.11.23 '(재)부산평화방송'에서 '(재)부산가톨릭평화방송'으로 법인 명칭 변경
- 2024.04.05 창원 천주산 중계소 개소(주파수 101.7㎒, 출력 1kW)

## 방송 주파수
| 방송국             | 호출부호 | 송신소        | 주파수     | 공중선전력 | 송신소 위치                                    | 방송구역 |
| ------------------ | -------- | ------------- | ---------- | ---------- | ---------------------------------------------- | --- |
| 부산가톨릭평화방송 | HLDW-FM  | 황령산 송신소 | FM 101.1㎒ | 3㎾        | 부산 연제구 연산2동 산181-3 (KNN)              | 부산광역시 일원, 울산광역시 일부, 창원시 일부, 밀양시 일부, 김해시 일부, 양산시 일부                                 |
| 부산가톨릭평화방송 | HLDW-FM  | 녹산 중계소   | FM 101.5㎒ | 20W        | 부산 강서구 녹산동 산2-27 봉화산               | 부산광역시 강서구 녹산동 일원                                                                                        |
| 부산가톨릭평화방송 | HLDW-FM  | 무룡산 중계소 | FM 93.7㎒  | 0.5㎾      | 울산 북구 화봉동 20-1 (ubc 울산방송)           | 울산광역시 일원, 부산광역시 일부, 경남 양산시 일부, 경북 경주시 일부                                                 |
| 부산가톨릭평화방송 | HLDW-FM  | 천주산 중계소 | FM 101.7㎒ | 1㎾        | 경남 창원시 의창구 정렬대로 149 (동정동 163-3) | 경남 창원시 일원, 경남 밀양시 일부, 김해시 일부, 거제시 일부, 창녕군 일부, 고성군 일부, 함안군 일부, 부산광역시 일부 |

## 라디오 시보 멘트
- 생명사랑 FM 101.1MHz 기쁜소식 밝은세상 부산가톨릭평화방송입니다. HLDW

## 정규방송 시간
- 라디오 : 매일 오전5:00 ~ 다음날 오전2:00 (21시간)

## 프로그램

### 라디오
- 오늘의 강론 (부산교구) - 월~토요일 - 오전 6시 50분 ~ 오전 7시 (본방송), 월~토요일 오후 4시 50분 ~ 오후 5시 (재방송)
- 사랑이 있는 세상 - 평일 오전 11시 ~ 낮 12시
- 하느님과 하나되는 하루 - 금요일 오후 2시 ~ 오후 4시
- 다정다감, 다섯시 - 평일 저녁 5시 ~ 저녁 6시
- 토요특집 신부들의 수다 - 토요일 낮 1시 ~ 오후 2시
- 세실리아의 달콤한 클래식 - 일요일 밤 9시 ~ 밤 10시

## 같이 보기
- KBS부산방송총국
- KBS울산방송국
- KBS창원방송총국
- KBS진주방송국
- 부산MBC
- 울산MBC
- MBC경남 창원방송
- MBC경남 진주방송
- KNN
- ubc 울산방송
- 부산영어방송
- 부산CBS
- 울산CBS
- 경남CBS
- BBS 부산불교방송
- BBS 울산불교방송
- febc 부산극동방송
- febc 울산극동방송
- febc 창원극동방송
- WBS 부산원음방송
- 부산영어방송
- 부산국악방송
- TBN 부산교통방송
- TBN 울산교통방송
- TBN 경남교통방송